# JaFu 1
JaFu 1 – mgławica planetarna znajdująca się w konstelacji Wężownika w odległości około 23,8 tys. lat świetlnych od Ziemi. Została odkryta w 1997 roku przez George’a H. Jacoby’ego i L. Kellara Fulltona. 
JaFu 1 jest mgławicą znajdującą się w gromadzie kulistej Palomar 6. Mgławica ta jest jedną spośród zaledwie 4 znanych mgławic planetarnych powiązanych z gromadą kulistą. JaFu 1 znajduje się w odległości 2600 lat świetlnych od jądra Drogi Mlecznej.